# .gi
.gi je internetová národní doména nejvyššího řádu pro Gibraltar.